# Небензодијазепин
Небензодијазепин (понекад се колоквијално називају "Z-лекови") су класа психоактивних лекова који су по природи веома слични бензодијазепинима. Фармакодинамика небензодиазепина је скоро потпуно иста са бензодијазепинским лековима и стога они имају сличне предности, нуспојаве, и ризике. Небензодијазепини, међутим, имају различите различите хемијске структуре и нису сродни са бензодијазепинима на молекулском нивоу.

## Класе
Тренутно, главне хемијске класе нонбензодијазепина су:
Имидазопиридини
- Золпидем (Амбиен)
- Алпид
- Нецопидем
- Сарипидем

Пиразолопиримидини
- Залеплон (Соната)
- Диваплон
- Фасиплон
- Индиплон
- Лоредиплон
- Оцинаплон
- Панадиплон
- Таниплон

Циклопиролони
- Есзопиклон
- Зопиклон
- Пагоклон
- Пазинаклон
- Супроклон
- Суриклон

β-Карболини
- Абецарнил
- Гедокарнил
- ZK-93423

Други
- CGS-9896
- CGS-20625
- CL-218,872
- ELB-139
- GBLD-345
- L-838,417
- NS-2664
- NS-2710
- Pipehalin
- RWJ-51204
- SB-205,384
- SL-651,498
- SX-3228
- TP-003
- TP-13
- TPA-023
- Y-23684